# Jean-Baptiste Marchand

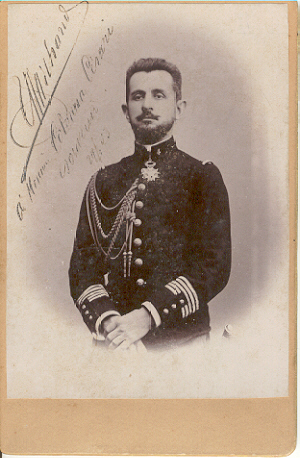
Jean-Baptiste Marchand

Jean-Baptiste Marchand (Thoissey, 22 november 1863 - Parijs, 13 januari 1934) was een Franse militair die vooral bekend is als de leider van de Franse expeditie tijdens het Fashoda-incident.
Marchand was van simpele komaf. Op zijn dertiende verliet hij de middelbare school voor een baantje als klerk. Dit bleef hij tot zijn twintigste doen. Daarna meldde hij zich voor het leger. In 1883 nam hij dienst in het koloniale leger. 
Hij kreeg al op zijn 26e het Legioen van Eer door zijn optreden in de Soedan. In 1892 werd hij tot kapitein bevorderd. Na Soedan werd hij in Ivoorkust geplaatst. Daar maakte hij naam met een ontdekkingsreis langs de Baoulé in West-Afrika. Na deze reis spande hij zich in voor een expeditie naar Fashoda om zo de Engelsen de pas af te snijden. Na een lange zware reis van anderhalf jaar werd Fashoda bereikt. 
Hoewel Frankrijk eerder aankwam in Fashoda dan Engeland wist Engeland Frankrijk uiteindelijk toch te dwingen om Fashoda af te staan.